# يفغيني نوفيكوف
يفغيني نوفيكوف (بالروسية: Новиков, Евгений Максимович) مواليد 19 سبتمبر 1990 في موسكو، الجمهورية الروسية السوفيتية الاتحادية الاشتراكية، الاتحاد السوفيتي، هو سائق راليات روسي. بدأ مسيرته في سنة 2008. كان أول رالي له هو رالي ويلز 2007. شارك في بطولة العالم للراليات. صعد على المنصة مرتان خلال مسيرته.

## روابط خارجية
- يفغيني نوفيكوف على موقع Rallye-info.com (الإنجليزية)
- يفغيني نوفيكوف على موقع eWRC-results.com (الإنجليزية)